# Svensk Kärnbränslehantering
Svensk Kärnbränslehantering (SKB) est une société suédoise de gestion des déchets radioactifs.